# 統計廳
統計廳（：／ Tonggye-cheong */?）是大韩民国一個隸屬於企划财政部的中央行政機關，成立於1990年12月27日。該機構负责统计大韩民国的各項數據。統計廳每年都会进行人口和家庭普查（2015年前每5年一次）。

## 外部鏈接
- Official site, in Korean and English （页面存档备份，存于）